# Enrique Alfaro
Enrique Alfaro Rojas (ur. 11 grudnia 1974 w mieście Meksyk) – meksykański piłkarz występujący na pozycji ofensywnego pomocnika, w późniejszym czasie trener.

## Kariera klubowa
Alfaro jest wychowankiem zespołu Deportivo Toluca, w którym spędził całą piłkarską karierę. W meksykańskiej Primera División zadebiutował 1 października 1994 w zremisowanym 2:2 spotkaniu z Leónem, natomiast premierowego gola w najwyższej klasie rozgrywkowej strzelił 11 lutego 1995 w wygranej 3:2 konfrontacji z Atlasem. Szybko wywalczył sobie miejsce w wyjściowej jedenastce i w sezonie Verano 1998 wywalczył pierwsze mistrzostwo Meksyku w roli kluczowego zawodnika pierwszej drużyny. Sukces ten powtórzył też rok – w rozgrywkach Verano 1999 – i dwa lata później – podczas Verano 2000. W sezonie Invierno 2000 osiągnął z kolei tytuł wicemistrzowski. W zespole Toluki spędził ogółem osiem lat, zdobywając 31 goli w 226 ligowych spotkaniach i jest uznawany za jedną z klubowych legend. W późniejszym czasie był szkoleniowcem rezerw drużyny, a także pracował z jej juniorami.

## Kariera reprezentacyjna
W 1996 roku Alfaro znalazł się w składzie reprezentacji Meksyku U–23 na Igrzyska Olimpijskie w Atlancie, gdzie był podstawowym graczem swojej drużyny – wystąpił w czterech spotkaniach, nie strzelając gola i odpadł z kadrą w ćwierćfinale.
W seniorskiej reprezentacji Meksyku Alfaro zadebiutował 8 czerwca 1996 w wygranym 1:0 meczu towarzyskim z Boliwią. Pierwszą bramkę w kadrze narodowej zdobył natomiast 12 października 1997 w zremisowanym 2:2 spotkaniu z Kanadą, wchodzącym w skład eliminacji do Mistrzostw Świata 1998. Meksykanie ostatecznie zakwalifikowali się na ten światowy czempionat, a Alfaro rozegrał ogółem pięć meczów eliminacyjnych. W 1998 roku Alfaro został powołany przez selekcjonera Manuela Lapuente na Złoty Puchar CONCACAF, gdzie wywalczył ze swoją reprezentacją mistrzostwo, występując w trzech konfrontacjach. Bilans w seniorskiej kadrze narodowej zamknął na dwóch golach w dwudziestu spotkaniach.